# Siegmund Exner
Siegmund Exner (5. april 1846 i Wien – 5. februar 1926 sammesteds) var en østrigsk nervefysiolog, søn af Franz Exner, bror til Adolf, Karl og Franz Exner, far til Franz Exner.
Exner studerede i sin fødeby og i Heidelberg under Brücke og Helmholtz. Han promoveredes 1870, blev 1871 assistent ved fysiologisk institut i Wien og kaldtes 1875 til et ekstraordinært professorat ved dette. Det ordinære professorat og direktørstillingen overtog han 1891 efter Brücke.
Blandt hans talrige arbejder over nervefysiologien mærkes Die Localisation der Functionen in der Grosshirnrinde des Menschen, 1881; Die Physiologie der facettirten Augen von Krebsen und Insecten, 1891; Entwurf zu einer physiologischen Erklärung der psychischen Erscheinungen, 1894.